# Марієстад (комуна)
Комуна Марієстад (швед. Mariestads kommun) — адміністративно-територіальна одиниця місцевого самоврядування, що розташована в лені Вестра-Йоталанд у південно-західній Швеції.
Марієстад 71-а за величиною території комуна Швеції. Адміністративний центр комуни — місто Марієстад.

## Населення
Населення становить 23 739 чоловік (станом на вересень 2012 року). 
| Кількість населення комуни Марієстад за 1970-2010 роки | Кількість населення комуни Марієстад за 1970-2010 роки | Кількість населення комуни Марієстад за 1970-2010 роки | Кількість населення комуни Марієстад за 1970-2010 роки | Кількість населення комуни Марієстад за 1970-2010 роки |
| ------------------------------------------------------ | ------------------------------------------------------ | ------------------------------------------------------ | ------------------------------------------------------ | ------------------------------------------------------ |
| Рік                                                    |                                                        |                                                        | Населення                                              |                                                        |
| 1970                                                   | 1970                                                   |                                                        | 24 805                                                 | 24 805                                                 |
| 1975                                                   | 1975                                                   |                                                        | 24 686                                                 | 24 686                                                 |
| 1980                                                   | 1980                                                   |                                                        | 24 413                                                 | 24 413                                                 |
| 1985                                                   | 1985                                                   |                                                        | 24 175                                                 | 24 175                                                 |
| 1990                                                   | 1990                                                   |                                                        | 24 682                                                 | 24 682                                                 |
| 1995                                                   | 1995                                                   |                                                        | 24 700                                                 | 24 700                                                 |
| 2000                                                   | 2000                                                   |                                                        | 23 800                                                 | 23 800                                                 |
| 2005                                                   | 2005                                                   |                                                        | 23 895                                                 | 23 895                                                 |
| 2010                                                   | 2010                                                   |                                                        | 23 741                                                 | 23 741                                                 |
| Джерело: SCB                                           |                                                        |                                                        |                                                        |                                                        |

## Населені пункти
Комуні підпорядковано 5 міських поселень (tätort) та низка сільських, більші з яких:
- Марієстад (Mariestad)
- Уллервад (Ullervad)
- Луґнос (Lugnås)
- Шеторп (Sjötorp)
- Лирестад (Lyrestad)
- Лостад (Låstad)

## Галерея

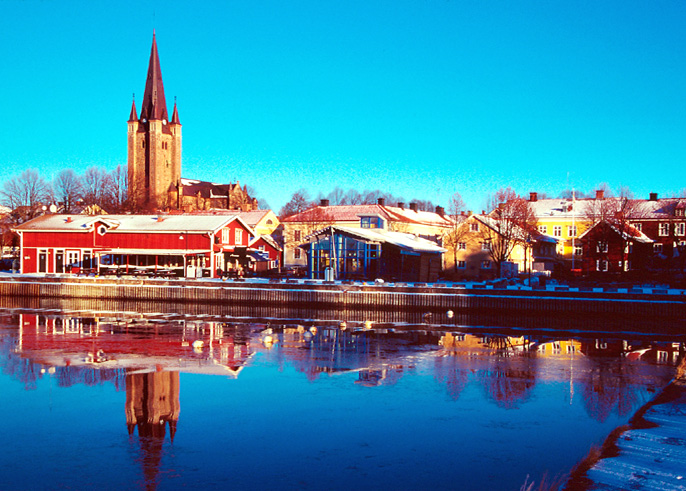
Марієстад
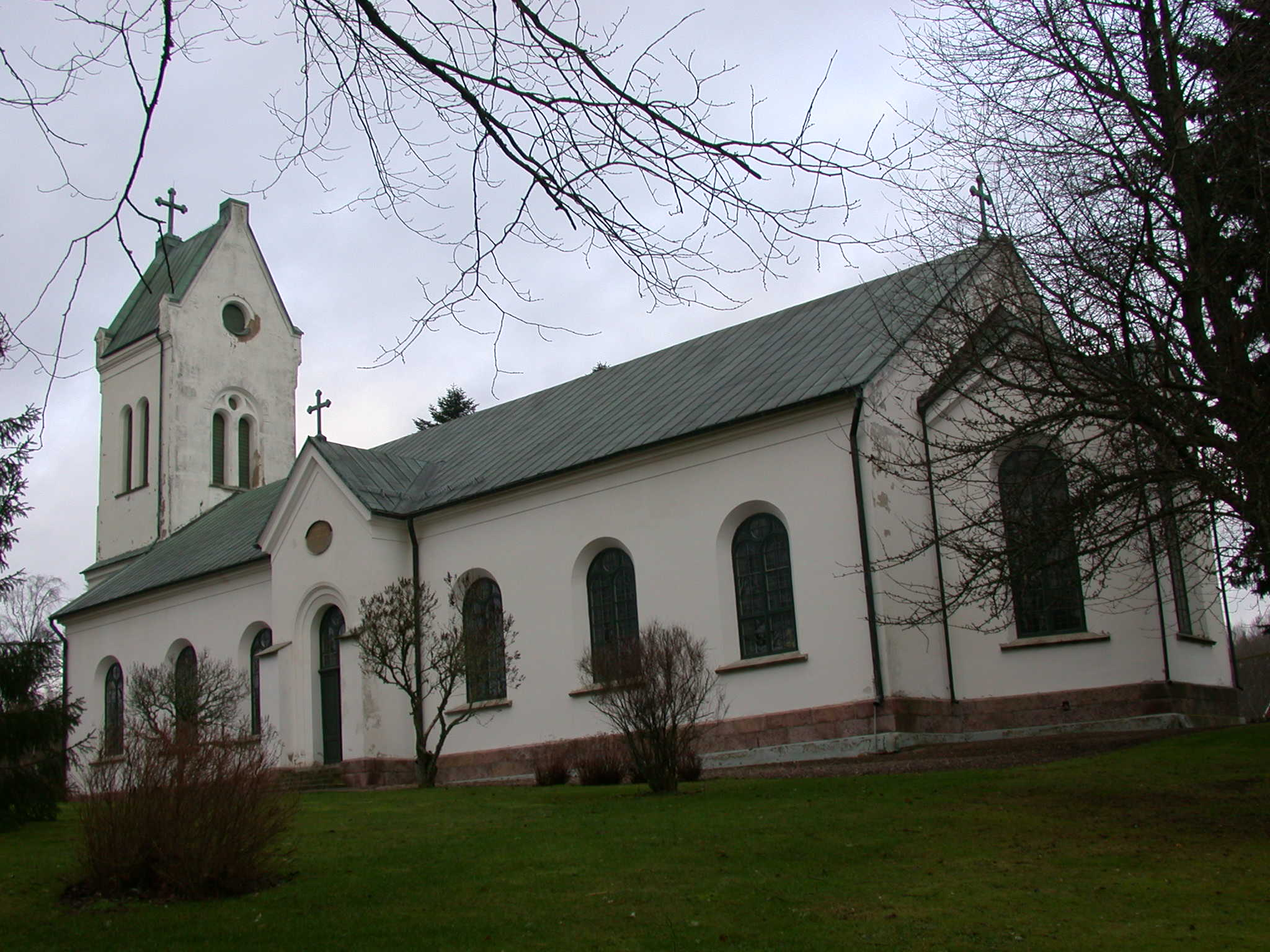
Церква (Уллервад)
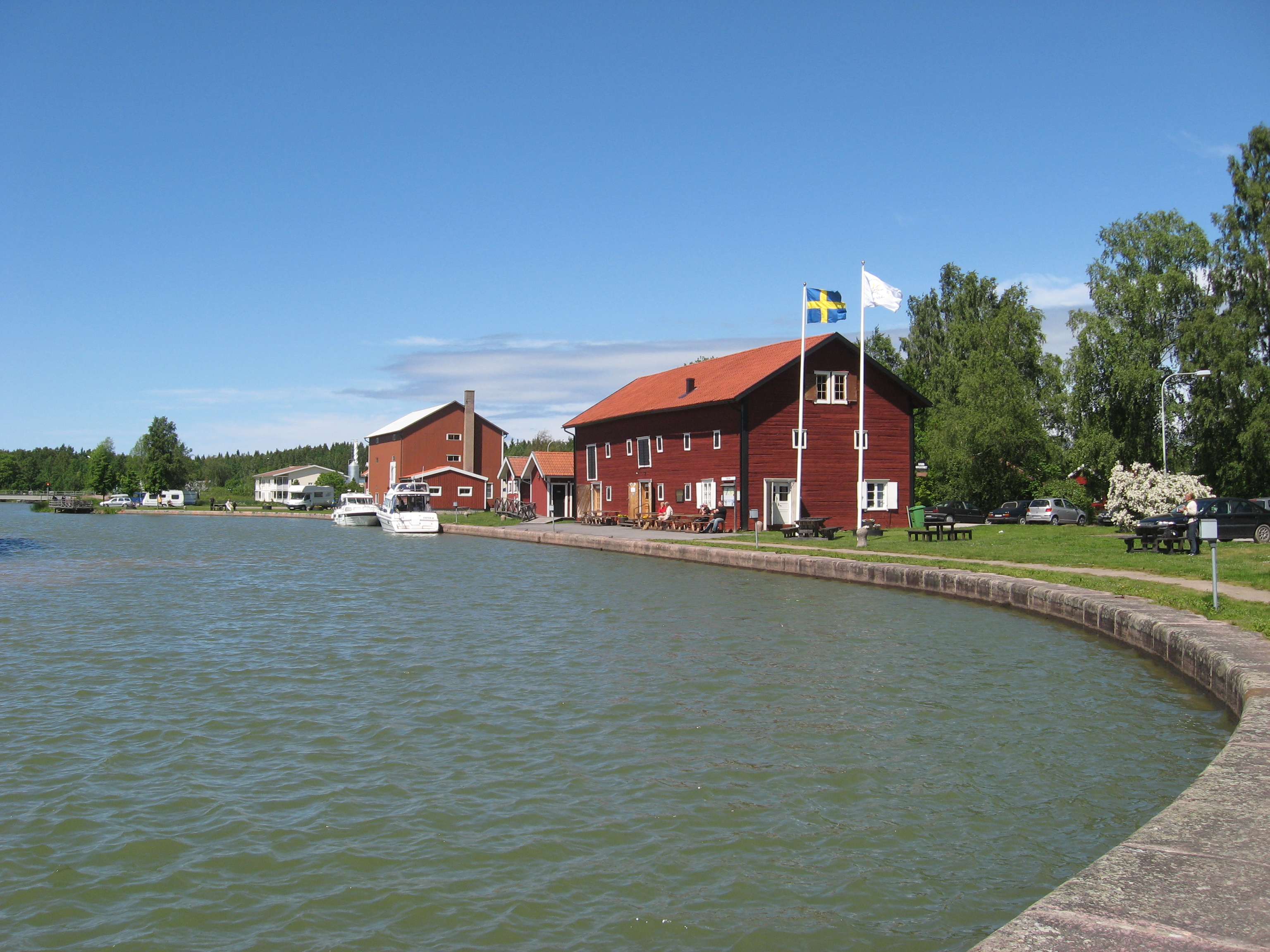
Містечко Лирестад
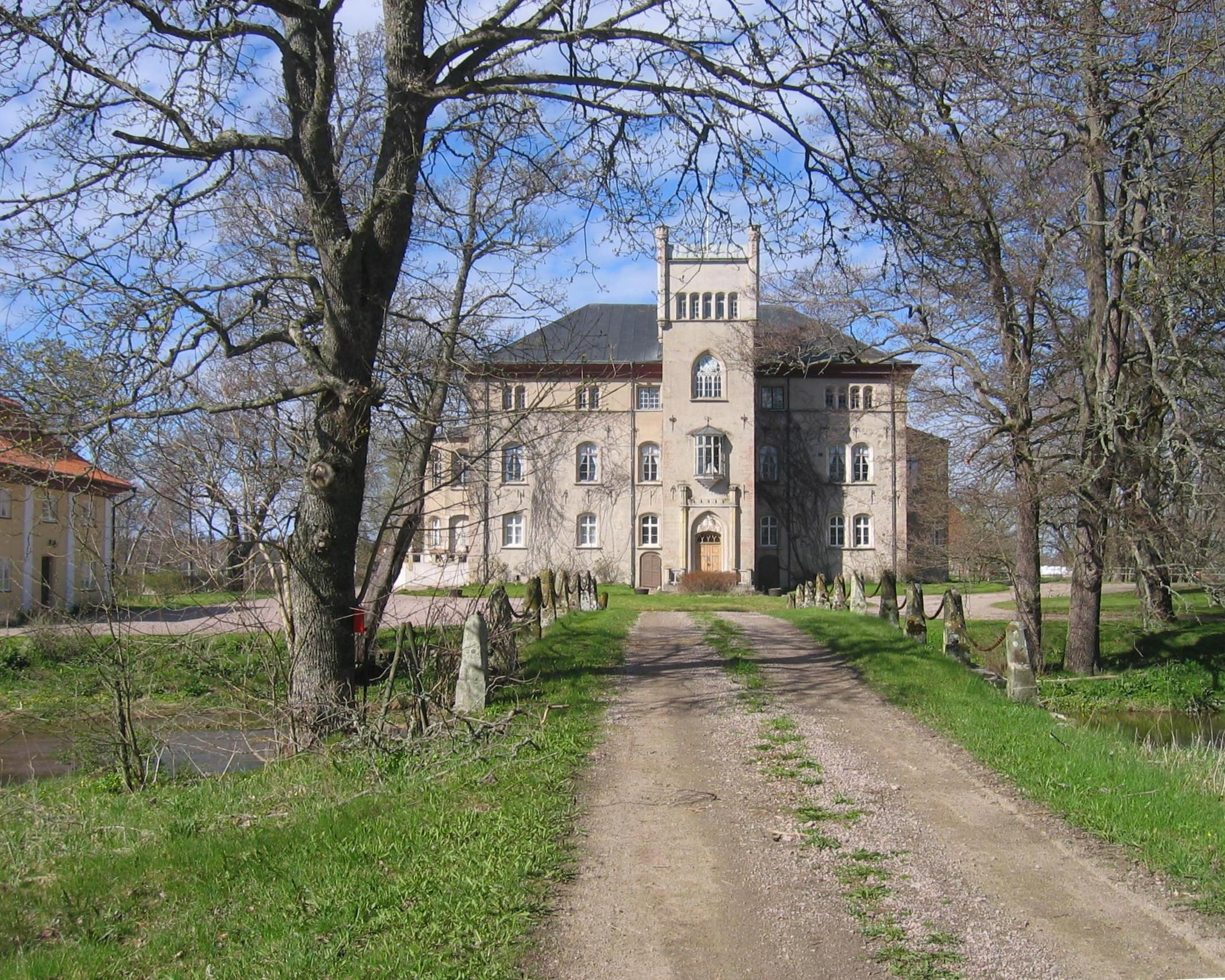
Замок Берсторп

## Виноски
1. ↑  https://gupea.ub.gu.se/bitstream/handle/2077/59894/gupea_2077_59894_1.pdf?sequence=1&isAllowed=y
2. ↑  https://sverigesradio.se/artikel/5099180
3. ↑  https://sverigesradio.se/artikel/4147550
4. ↑  Folkmangd i riket, lan och kommuner (шв.) . Центральне бюро статистики Швеції. Архів оригіналу за 20 серпня 2013. Процитовано 24 лютого 2013.